# Горішньозалучанська сільська рада
| Горішньозалучанська сільська рада — колишній орган місцевого самоврядування у Снятинському районі Івано-Франківської області з адміністративним центром у с. Горішнє Залуччя. Водоймища на території, підпорядкованій даній раді: річка Черемош. Сільській раді були підпорядковані населені пункти: - с. Горішнє Залуччя - с. Долішнє Залуччя |

## Склад ради
Рада складалася з 24 депутатів та голови.

### Керівний склад ради
| ПІБ                       | Основні відомості                                                                         | Дата обрання | Дата звільнення |
| ------------------------- | ----------------------------------------------------------------------------------------- | ------------ | --------------- |
| Оробець Василь Теодорович | Сільський голова, 1952 року народження, освіта, член Всеукраїнського об'єднання «Свобода» | 26.03.2006   | 31.10.2010      |
| Драбчук Марія Миколаївна  | Сільський голова, 1964 року народження, освіта вища, позапартійна                         | 31.10.2010   | 26.11.2015      |
| Кіцул Петро Васильович    | Сільський голова, 1981 року народження, освіта середня, безпатрійний                      | 26.11.2015   |                 |

Примітка: таблиця складена за даними джерела